# Abigail Spearsová
Abigail Spearsová (* 12. července 1981 San Diego, Kalifornie, USA) je bývalá americká profesionální tenistka, vítězka smíšené čtyřhry na Australian Open 2017, kde triumfovala po boku Kolumbijce Juana Sebastiána Cabala a specialistka na soutěže čtyřhry. Ve své dosavadní kariéře vyhrála na okruhu WTA Tour devatenáct turnajů ve čtyřhře, když poprvé triumfovala s krajankou Teryn Ashleyovou na ASB Classic 2003. V rámci okruhu ITF získala osm titulů ve dvouhře a dvacet jedna ve čtyřhře.
Na žebříčku WTA byla ve dvouhře nejvýše klasifikována v červnu 2005 na 66. místě a ve čtyřhře pak v březnu 2015 na 10. místě.
Ve dvouhře Grand Slamu se nejdále probojovala do 3. kola Australian Open 2005, v němž nestačila ve dvou setech na Švýcarku Patty Schnyderovou. Ve čtyřhře pak došla s krajankou Raquel Kopsovou-Jonesovou dvakrát do semifinále nejprve Australian Open 2014, a posléze Wimbledonu 2015.
Kvůli porušení antidopingových pravidel byla potrestána zákazem účasti v soutěžích, trest trval mezi 7. listopadem 2019 a 7. zářím 2021.
V americkém fedcupovém týmu neodehrála žádné utkání.

## Finálová utkání na turnajích Grand Slamu

### Smíšená čtyřhra: 3 finále (1 vítězství, 2 prohry)
| Stav       | Rok  | Turnaj          | Povrch | Spoluhráč            | Soupeři ve finále            | Výsledek         |
| ---------- | ---- | --------------- | ------ | -------------------- | ---------------------------- | ---------------- |
| Finalistka | 2013 | US Open         | tvrdý  | Santiago González    | Andrea Hlaváčková Max Mirnyj | 6–7(5–7), 3–6    |
| Finalistka | 2014 | US Open (2)     | tvrdý  | Santiago González    | Sania Mirzaová Bruno Soares  | 1–6, 6–2, [9–11] |
| Vítězka    | 2017 | Australian Open | tvrdý  | Juan Sebastián Cabal | Sania Mirzaová Ivan Dodig    | 6–2, 6–4         |

## Finálové účasti na turnajích WTA Tour
| Legenda                               |
| ------------------------------------- |
| D – dvouhra; Č – čtyřhra              |
| Grand Slam (0–0)                      |
| WTA Tour Championships (0–1 Č)        |
| Premier Mandatory & Premier 5 (2–1 Č) |
| Premier (8–5 Č)                       |
| International (0–1 D; 11–4 Č)         |

### Dvouhra: 1 (0–1)
| Stav       | Č. | Datum             | Turnaj         | Povrch | Soupeřka ve finále | Výsledek      |
| ---------- | -- | ----------------- | -------------- | ------ | ------------------ | ------------- |
| Finalistka | 1. | 7. listopadu 2004 | Québec, Kanada | tvrdý  | Martina Suchá      | 5–7, 6–3, 2–6 |

### Čtyřhra: 31 (21–10)
| Stav       | Č.  | Datum             | Turnaj                             | Povrch     | Spoluhráčka             | Soupeřky ve finále                                        | Výsledek           |
| ---------- | --- | ----------------- | ---------------------------------- | ---------- | ----------------------- | --------------------------------------------------------- | ------------------ |
| Vítězka    | 1.  | 5. ledna 2003     | Auckland, Nový Zéland              | tvrdý      | Teryn Ashleyová         | Cara Blacková Jelena Lichovcevová                         | 6–2, 2–6, 6–0      |
| Vítězka    | 2.  | 15. srpna 2004    | Vancouver, Kanada                  | tvrdý      | Bethanie Matteková      | Els Callensová Anna-Lena Grönefeldová                     | 6–3, 6–3           |
| Finalistka | 1.  | 19. února 2005    | Memphis, Spojené státy             | tvrdý      | Laura Granvilleová      | Juka Jošidová Miho Saekiová                               | 3–6, 4-6           |
| Vítězka    | 3.  | 24. července 2005 | Cincinnati, Spojené státy          | tvrdý      | Laura Granvilleová      | Květa Peschkeová María Emilia Salerniová                  | 3–6, 6–2, 6–4      |
| Vítězka    | 4.  | 10. května 2009   | Estoril, Portugalsko               | antuka     | Raquel Kopsová-Jonesová | Sharon Fichmanová Katalin Marosiová                       | 2–6, 6–3, [10–5]   |
| Finalistka | 2.  | 14. června 2009   | Birmingham, Spojené království     | Grass      | Raquel Kopsová-Jonesová | Cara Blacková Liezel Huberová                             | 1–6, 4–6           |
| Vítězka    | 5.  | 27. září 2009     | Soul, Jižní Korea                  | tvrdý      | Čan Jung-žan            | Carly Gullicksonová Nicole Krizová                        | 6–3, 6–4           |
| Finalistka | 3.  | 18. října 2009    | Ósaka, Japonsko                    | tvrdý      | Chanelle Scheepersová   | Lisa Raymondová Čuang Ťia-žung                            | 2–6, 4–6           |
| Finalistka | 4.  | 7. srpna 2011     | Carlsbad, Spojené státy            | tvrdý      | Raquel Kopsová-Jonesová | Květa Peschkeová Katarina Srebotniková                    | 0–6, 2–6           |
| Vítězka    | 6.  | 18. září 2011     | Québec, Kanada                     | tvrdý      | Raquel Kopsová-Jonesová | Jamie Hamptonová Anna Tatišviliová                        | 6–0, 3–6, [10–6]   |
| Finalistka | 5.  | 7. ledna 2012     | Brisbane, Austrálie                | tvrdý      | Raquel Kopsová-Jonesová | Nuria Llagosteraová Vivesová Arantxa Parraová Santonjaová | 6–7(2–7), 6–7(2–7) |
| Finalistka | 6.  | 19. února 2012    | Dauhá, Katar                       | tvrdý      | Raquel Kopsová-Jonesová | Liezel Huberová Lisa Raymondová                           | 3–6, 1–6           |
| Vítězka    | 7.  | 23. července 2012 | Carlsbad, Spojené státy            | tvrdý      | Raquel Kopsová-Jonesová | Vania Kingová Naděžda Petrovová                           | 6–2, 6–4           |
| Vítězka    | 8.  | 23. září 2012     | Soul, Jižní Korea (2)              | tvrdý      | Raquel Kopsová-Jonesová | Akgul Amanmuradovová Vania Kingová                        | 2–6, 6–2, [10–8]   |
| Vítězka    | 9.  | 29. září 2012     | Tokio, Japonsko                    | tvrdý      | Raquel Kopsová-Jonesová | Anna-Lena Grönefeldová Květa Peschkeová                   | 6–1, 6–4           |
| Vítězka    | 10. | 14. října 2012    | Ósaka, Japonsko                    | tvrdý      | Raquel Kopsová-Jonesová | Kimiko Dateová Heather Watsonová                          | 6–1, 6–4           |
| Vítězka    | 11. | 29. července 2013 | Stanford, Spojené státy            | tvrdý      | Raquel Kopsová-Jonesová | Julia Görgesová Darija Juraková                           | 6–2, 7–6(7–4)      |
| Vítězka    | 12. | 5. srpna 2013     | Carlsbad, Spojené státy (2)        | tvrdý      | Raquel Kopsová-Jonesová | Čan Chao-čching Janette Husárová                          | 6–4, 6–1           |
| Finalistka | 7.  | 22. září 2013     | Soul, Jižní Korea                  | tvrdý      | Raquel Kopsová-Jonesová | Čan Ťin-wej Sü I-fan                                      | 5–7, 3–6           |
| Finalistka | 8.  | 22. února 2014    | Dubaj, SAE                         | tvrdý      | Raquel Kopsová-Jonesová | Alla Kudrjavcevová Anastasia Rodionovová                  | 2–6, 7–5, [8–10]   |
| Vítězka    | 13. | 15. června 2014   | Birmingham, Spojené království     | tráva      | Raquel Kopsová-Jonesová | Ashleigh Bartyová Casey Dellacquová                       | 7–6(7–1), 6–1      |
| Vítězka    | 14. | 18. srpna 2014    | Cincinnati, Spojené státy (2)      | tvrdý      | Raquel Kopsová-Jonesová | Tímea Babosová Kristina Mladenovicová                     | 6–1, 2–0skreč      |
| Finalistka | 9.  | 16. ledna 2015    | Sydney, Austrálie                  | tvrdý      | Raquel Kopsová-Jonesová | Bethanie Matteková-Sandsová Sania Mirzaová                | 3-6, 3-6           |
| Vítězka    | 15. | 28. února 2015    | Dauhá, Katar                       | tvrdý      | Raquel Kopsová-Jonesová | Sie Šu-wej Sania Mirzaová                                 | 6-4, 6-4           |
| Vítězka    | 16. | 14. června 2015   | Nottingham, Spojené království     | tráva      | Raquel Kopsová-Jonesová | Jocelyn Raeová Anna Smithová                              | 3–6, 6–3, [11–9]   |
| Vítězka    | 17. | 18. října 2015    | Linz, Rakousko                     | tvrdý      | Raquel Kopsová-Jonesová | Andrea Hlaváčková Lucie Hradecká                          | 6–3, 7–5           |
| Vítězka    | 18. | 23. července 2016 | Stanford, Spojené státy (2)        | tvrdý      | Raquel Atawová          | Darija Juraková Anastasia Rodionovová                     | 6–3, 6–4           |
| Vítězka    | 19. | 18. února 2017    | Dauhá, Katar                       | tvrdý      | Katarina Srebotniková   | Olga Savčuková Jaroslava Švedovová                        | 6–3, 7–6(9–7)      |
| Finalistka | 10. | 30. dubna 2017    | Stuttgart, Německo                 | antuka (h) | Katarina Srebotniková   | Raquel Atawová Jeļena Ostapenková                         | 4–6, 4–6           |
| Vítězka    | 20. | 6. srpna 2017     | Stanford, Spojené státy (3)        | tvrdý      | Coco Vandewegheová      | Alizé Cornetová Alicja Rosolská                           | 6–2, 6–3           |
| Vítězka    | 21. | 17. června 2018   | Nottingham, Spojené království (2) | tráva      | Alicja Rosolská         | Mihaela Buzărnescuová Heather Watsonová                   | 6–3, 7–6(7–5)      |

## Postavení na žebříčku WTA na konci roku

### Dvouhra
| Rok    | 2000 | 2001   | 2002   | 2003   | 2004  | 2005   | 2006   | 2007   | 2008   | 2009   | 2010   | 2011   | 2012   | 2013   | 2014   | 2015    |
| Pořadí | 545. | ▲ 262. | ▼ 311. | ▲ 225. | ▲ 92. | ▼ 156. | ▲ 143. | ▼ 151. | ▼ 239. | ▲ 221. | ▼ 263. | ▼ 327. | ▼ 644. | ▼ 783. | ▲ 661. | ▼ 1258. |

### Čtyřhra
| Rok    | 2001 | 2002  | 2003  | 2004  | 2005  | 2006   | 2007   | 2008  | 2009  | 2010  | 2011  | 2012  | 2013  | 2014  | 2015  | 2016  |
| Pořadí | 157. | ▲ 75. | ▲ 57. | ▼ 88. | ▲ 58. | ▼ 237. | ▲ 109. | ▲ 68. | ▲ 43. | ▼ 58. | ▲ 36. | ▲ 14. | ▼ 23. | ▲ 12. | ▼ 18. | ▼ 21. |